# Veloce Foot-Ball Club 1922-1923
Questa pagina raccoglie i dati riguardanti la Veloce Foot-Ball Club nelle competizioni ufficiali della stagione 1922-1923.

## Rosa
| N. |                   | Ruolo | Calciatore   |
| -- | ----------------- | ----- | ------------ |
|    | Italia (bandiera) | P     | Solito       |
|    | Italia (bandiera) |       | Benini       |
|    | Italia (bandiera) | D     | Maino        |
|    | Italia (bandiera) | D     | Passiatore   |
|    | Italia (bandiera) |       | Monopoli     |
|    | Italia (bandiera) |       | Esposito     |
|    | Italia (bandiera) |       | Girumella    |
|    | Italia (bandiera) |       | Pizzorna     |
|    | Italia (bandiera) | A     | D'Alessandro |

| N. |                   | Ruolo | Calciatore    |
| -- | ----------------- | ----- | ------------- |
|    | Italia (bandiera) |       | Dimaso        |
|    | Italia (bandiera) | A     | Tartarini     |
|    | Italia (bandiera) | C     | Friuli        |
|    | Italia (bandiera) | P     | Santoro       |
|    | Italia (bandiera) | C     | De Pasquale   |
|    | Italia (bandiera) | A     | Lo Prieno II  |
|    | Italia (bandiera) |       | Mastroberdani |
|    | Italia (bandiera) |       | Stefani       |
|    | Italia (bandiera) | C     | De Giorgi     |